# 2013 في تشيلي
فيما يلي قوائم الأحداث التي وقعت خلال عام 2013 في تشيلي.

## أحداث
- 17 نوفمبر – الانتخابات العامة التشيلية 2013

## أفلام
من الأفلام التي صدرت هذه السنة في تشيلي:
- 1 يناير – جلوريا من إخراج Sebastián Lelio [الإنجليزية]‏.

## برامج ومسلسلات وأنمي
- 31 دقيقة